# Воронков, Михаил Григорьевич
Михаи́л Григо́рьевич Воронко́в (6 декабря 1921, Орёл — 10 февраля 2014, Иркутск) — советский и российский химик, академик Российской академии наук (1991), иностранный член Академии наук Латвии, член Азиатско-Тихоокеанской академии материалов, почётный член Академии наук Монголии, один из основоположников биокремнийорганической химии.

## Биография
В 1938 году поступил на химический факультет Ленинградского государственного университета. Ещё студентом первого и второго курсов вёл научную работу под руководством профессора С. А. Щукарева и его ассистента Н. И. Колбина, а на третьем курсе — доцента В. И. Егоровой, ближайшей ученицы А. Е. Фаворского.
Участник Великой Отечественной войны, в июле 1941 года добровольцем ушёл на фронт, в декабре этого же года, после контузии, был демобилизован.
В 1942 году эвакуировался из блокадного Ленинграда в Свердловск, где досрочно окончил местный университет. Затем учился в аспирантуре в Институте органической химии АН СССР (Казань — Москва). Став аспирантом академика А. Е. Фаворского и будущего члена-корреспондента АН СССР М. Ф. Шостаковского, вёл исследования в области химии алкилвиниловых эфиров, а с 1970 г. продолжил их в ИрИОХ СО АН СССР.
В 1944 году вернулся в ЛГУ, где работал по 1954 год сначала ассистентом, а затем старшим научным сотрудником кафедры органической химии. В 1947 году защитил кандидатскую, а в 1961 году — докторскую диссертацию.
- 1954—1961 гг. — заведующий лабораторией неорганических полимеров Института химии силикатов АН СССР,
- 1961—1970 гг. — заведующий лабораторией элементоорганических соединений Института органического синтеза АН Латвийской ССР,
- 1970—1994 гг. — директор Иркутского института органической химии Сибирского отделения АН СССР,
- 1982—1989 гг. — генеральный директор научно-производственного объединения «Химия».

С ноября 1970 года — член-корреспондент Академии наук СССР по Отделению общей и технической химии. 15 декабря 1990 года был избран действительным членом АН СССР. С 2012 года — почётный профессор Санкт-Петербургского государственного технологического института (технического университета).
С 1995 года — советник РАН, возглавлял лабораторию элементоорганических соединений в Иркутском институте органической химии Сибирского отделения РАН, руководил собственной научной школой специалистов в области элементоорганической химии. Среди учеников академика М. Г. Воронкова 35 докторов наук и 140 кандидатов наук.
Сын — социолог В. М. Воронков.

## Научная деятельность
Основные исследования ученого были связаны с химией органических соединений кремния. Впервые в мире он начал систематическое изучение гетеролитических реакций расщепления группировки Si-O-Si. Полученные результаты стали предметом его докторской диссертации (1961 г.). Являлся создателем новой области химии кремния — биокремнеорганической химии. Также проводил исследования в области химии, физико-химии, биологии и фармакологии силатранов, а также других соединений гипервалентного кремния (драконоиды, производные азолов, амидов, гидразидов карбоновых кислот и других). Силатраны оказались новым классом физиологически активных веществ и уже нашли применение в сельском хозяйстве и медицине. Под его руководством создан ряд оригинальных лекарственных препаратов, не имеющих аналогов в мировой медицине (феракрил, ацизол, трекрезан (оксиэтиламмония метилфеноксиацетат), силакаст, силимин, дибутирин, кобазол и других).

## Признание и награды

### Ордена, медали и почётные знаки РФ и СССР
- Медаль «В память 350-летия Иркутска» (14 сентября 2011 года)
- Орден Почёта (11 марта 2008 года) — за достигнутые трудовые успехи и многолетнюю плодотворную работу'[3]
- Почётный знак «Серебряная сигма» (2007) — за многолетний творческий труд, большой вклад в развитие науки и в связи с 50-летием СО РАН
- Медаль «60 лет Победы в Великой Отечественной войне 1941—1945 гг.» (2005)
- Памятная медаль «В честь 60-летия полного освобождения Ленинграда от фашистской блокады» (2005)
- Медаль «В память 300-летия Санкт-Петербурга» (2003)
- Орден «За заслуги перед Отечеством» IV степени (1999)[4]
- Юбилейная медаль «300 лет Российскому флоту» (1996)
- Серебряная медаль ВДНХ СССР (1990, 1989, 1985)
- Юбилейная медаль «70 лет Вооружённых Сил СССР» (1988)
- Орден Дружбы народов (1981)
- Медаль «Ветеран труда» (1981)
- Знак «Изобретатель СССР» (1980)
- Медаль «60 лет Вооружённых Сил СССР» (1978)
- Юбилейная медаль «Тридцать лет Победы в Великой Отечественной войне 1941—1945 гг.» (1976)
- Юбилейная медаль «Сорок лет Победы в Великой Отечественной войне 1941—1945 гг.» (1985)
- Орден Трудового Красного Знамени (1975)
- Медаль «В ознаменование 100-летия со дня рождения Владимира Ильича Ленина» (1970)
- Медаль «В память 250-летия Ленинграда» (1957)
- Медаль «Двадцать лет победы в Великой Отечественной войне 1941—1945 гг.» (1965)
- Медаль «За оборону Ленинграда» (1946)
- Медаль «За победу над Германией в Великой Отечественной войне 1941—1945 гг.» (1946)
- Медаль «За доблестный труд в Великой Отечественной войне 1941—1945 гг.» (1946)
- Почетный диплом президиума РАН за работы по популяризации науки 2015 года (посмертно) — за цикл работ, посвященных женщинам-химикам[5]

### Международные награды
- Крупнейший ученый мира в области химии 2008 г. по данным издательства «Международный Биографический Центр»

### Премии
- Премия Президиума Центрального правления Всесоюзного химического общества имени Д. И. Менделеева (1966, 1968, 1969, 1980)
- Премия Президиума АН Латвийской ССР (1971, 1973)
- Государственная премия УССР (1981)
- Премия Совета Министров СССР (1991)
- Государственная премия Российской Федерации в области науки и техники «За создание и развитие химии органических соединений пентакоординированного кремния» (1997) (совместно с Ю. Т. Стручковым, Ю. И. Бауковым и соавторами)[6].
- Премия имени А. Н. Несмеянова (2003)
- Премия имени Д. И. Менделеева (2009)

## Основные труды
- Воронков М. Г., Шорохов Н. В. Водоотталкивающие покрытия в строительстве. Рига: Изд-во АН СССР, 1963. 190 с.
- Лукевиц Э. Я., Воронков М. Г. Гидросилилирование, гидрогермилирование, гидростаннилирование. Рига: Изд-во АН Латв. ССР, 1964. 371 с.
- Lukevits E. J., Voronkov M. G. Organic Insertion Reactions of Group IV Elements. New York: Consultants Bureau, 1966. 413 p.
- Борисов С. Н., Воронков М. Г., Лукевиц Э. Я. Кремнеэлементорганические соединения. Производные неорганогенов. Л.: Химия, 1966. 542 с.
- Борисов С. Н., Воронков М. Г., Лукевиц Э. Я. Кремнеорганические производные фосфора и серы. Л.: Химия, 1968. 292 с.
- Пащенко А. А., Воронков М. Г. Кремнеорганические защитные покрытия. Киев: Техника, 1969. 252 с.
- Borisov S. N., Lukevits E. J., Voronkov M. G. Organosilicon Heteropolymers and Heterocompounds. New York: Plenum Press, 1970. 633 p.
- Воронков М. Г., Милешкевич В. П., Южелевский Ю. А. Силоксановая связь. Новосибирск: Наука, 1976. 413 с.
- Воронков М. Г., Зелчан Г. И., Лукевиц Э. Я. Кремний и жизнь. Биохимия, токсикология и фармакология соединений кремния. Изд. 2-е, перераб. и доп. Рига: Зинатне, 1978. 588 с.
- Воронков М. Г., Вязанкин Н. С., Дерягина Э. Н., Нахманович А. С., Усов В. А. Реакции серы с органическими соединениями. Новосибирск: Наука, 1979. 367 с.
- Воронков М. Г., Малетина Е. А., Роман В. К. Гетеросилоксаны. Новосибирск: Наука, 1984. 269 с.
- Воронков М. Г., Кузнецов И. Г. Кремний в живой природе. Новосибирск: Наука, 1984, 155 с.
- Воронков М. Г., Малетина Е. А., Роман В. К. Кремнекислородные соединения неметаллов. Производные азота и фосфора. Новосибирск: Наука, 1988. 364 с.
- Воронков М. Г., Малетина Е. А., Роман В. К. Кремнекислородные соединения неметаллов. Производные кислорода и серы. Новосибирск: Наука, 1991. 279 с.
- Voronkov M. G., Maletina E. A., Roman V. K. Heterosiloxanes. Derivatives of Nitrogen and Phosphorus. London: Harwood Academic Publishers, 1991. 489 p.
- Voronkov M. G., Maletina E. A., Roman V. K. Heterosiloxanes. Derivatives of Oxyden and Sulphur. London: Harwood Academic Publishers, 1992. 369 p.
- Пухнаревич В. Б., Лукевиц Э. Я., Копылова Л. И., Воронков М. Г. Перспективы гидросилилирования. Рига: ИОС АН Латв. ССР, 1992. 383 с.
- Воронков М. Г., Рулев А. Ю. О химии с улыбкой, или Основы пегниохимии. СПб: Наука, 1999. 220 с.
- Егорочкин А. Н., Воронков М. Г. Электронное строение органических соединений кремния, германия и олова. Новосибирск: Изд-во СО РАН, 2000. 615 с.
- Saifutdinov R. G., Larina L. I., Vakul’skaya T. I., Voronkov M. G. Electron Paramagnetic Resonance in Biochemistry and Medicine. New York: Kluwer Academic / Plenum Publishers, 2001. 282 p.
- Воронков М. Г., Барышок В. П. Силатраны в медицине и сельском хозяйстве. Новосибирск: Изд. СО РАН, 2005. 258 с.
- Воронков М. Г., Рулев А. Ю. О химии и химиках и в шутку и всерьёз. М.: Мнемозина, 2011. 319 с.
- Воронков М. Г., Абзаева К. А., Федорин А. Ю. Генезис и эволюция химии органических соединений германия, олова и свинца. Новосибирск: Академическое изд-во «Гео», 2012. 214 с.